# Húc Nghì
Húc Nghì là một xã thuộc huyện Đakrông, tỉnh Quảng Trị, Việt Nam.
Xã Húc Nghì có diện tích 135,21 km², dân số năm 1999 là 943 người, mật độ dân số đạt 7 người/km².

## Hành chính
Xã Húc Nghì được chia thành 4 thôn: 37, Cựp, Húc Nghì, La Tó.